# Julia Stemberger

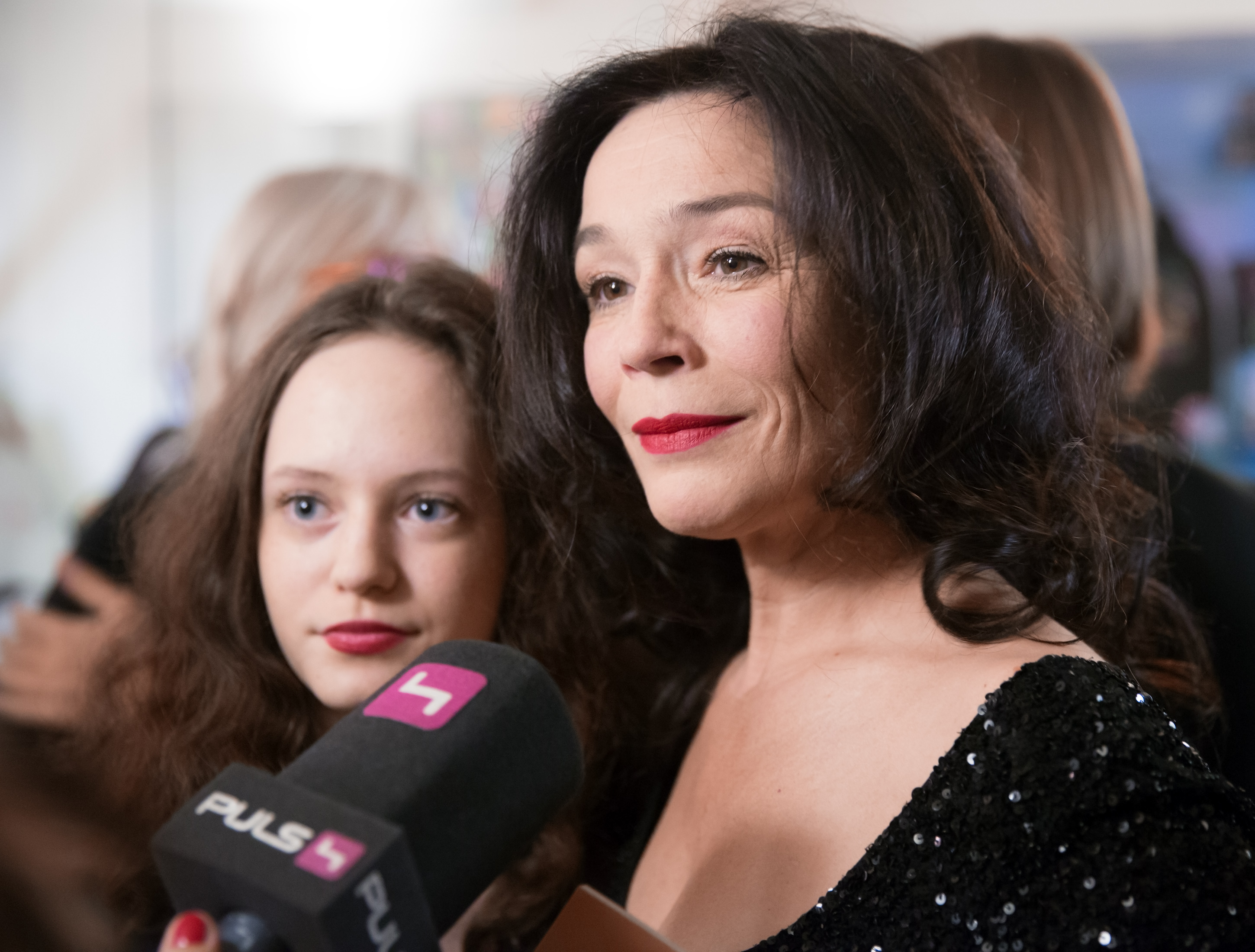
Julia Stemberger und ihre Tochter Fanny Altenburger, 2015

Julia Stemberger (* 29. Jänner 1965 in Wien) ist eine österreichische Schauspielerin. Ihren Durchbruch hatte sie 1985 als junge Susanne in Walter Bannerts Herzklopfen.

## Leben
Julia Stemberger ist die Tochter der Schauspielerin Christa Schwertsik und des Tropenmediziners Heinrich Stemberger. Ihre jüngere Schwester Katharina Stemberger ist ebenfalls Schauspielerin.
Neben ihrer Schauspielausbildung bei Dorothea Neff absolvierte sie bei Eva Zilcher eine Schauspiel- und Gesangsausbildung und erlernte Ballett und Jazz-Dance. Weiters spielt sie Quer- und Blockflöte sowie Klavier.
1997 heiratete Julia Stemberger den Geiger Christian Altenburger. Ihre aus der Ehe stammende gemeinsame Tochter Fanny Altenburger (* 2000) ergriff ebenfalls den Schauspielberuf. Von 1999 bis 2005 war das Paar gemeinsam verantwortlich für die musikalische und die künstlerische Leitung der Mondseetage, einem Festival für Kammermusik, das alljährlich im oberösterreichischen Mondsee stattfindet. 2007 ließen sie sich scheiden.

## Karriere

### Film und Fernsehen
Stemberger gelang unmittelbar nach der Matura mit ihrem Kinodebüt als junge Susanne in Walter Bannerts Herzklopfen (1985) ihr Durchbruch als Filmschauspielerin. Danach wirkte sie in zahlreichen österreichischen und deutschen Film- und Fernsehproduktionen. Zudem hatte sie mehrere Auftritte in verschiedenen Fernsehmehrteilern in den USA. Für Erwin und Julia erhielt sie 1990 den französischen Darstellerpreis. Wiederholt arbeitete sie mit dem Regisseur Dieter Wedel zusammen, unter anderem in seinen Mehrteilern Der Schattenmann (1996) und Der König von St. Pauli (1998). Auch Xaver Schwarzenberger realisierte mehrere Filme mit ihr, wie Tonino und Toinette (1994), Andreas Hofer – Die Freiheit des Adlers (2001), Eine Liebe in Afrika (2002), Annas Heimkehr (2002) und Meine schöne Tochter (2004). In der ARD-Fernsehserie Die Stein spielte sie von 2008 bis 2011 als Lehrerin Katja Stein in der Serienhauptrolle.

### Theater
Erste Erfolge im Theater feierte Stemberger als Paula in Der Raub der Sabinerinnen am Wiener Volkstheater (1986 bis 1987). Im darauffolgenden Jahr spielte sie in Stephan Bruckmeiers Inszenierung von Wolfgang Bauers Magic Afternoon (Theater Gruppe 80) sowie die Jugend in Der Bauer als Millionär (Regie: Jürgen Flimm) bei den Salzburger Festspielen. Es folgten Rollen in Das Mädl aus der Vorstadt (1991, Regie: Jürgen Flimm) und als Helene Altenwyl in Der Schwierige (1990/1991, Regie: Jürgen Flimm). In Peter Zadeks Inszenierung des Kaufmann von Venedig spielte sie als Jessica 1988 erstmals am Wiener Burgtheater. Ebendort stand sie unter George Taboris Regie 1989/1990 als Desdemona in Othello auf der Bühne. Weitere Engagements führten sie in Antonius und Cleopatra (Regie: Peter Stein) wieder zu den Salzburger Festspielen, als Eliza in My Fair Lady an die Wiener Volksoper und weitere Bühnen in Wien, Hamburg und München. 1998 stand sie im Vienna’s English Theatre in dem Stück Frankie and Johnny in the Clair de Lune von Terrence McNally auf der Bühne. Im Frühjahr 2009 war sie im Wiener Ronacher in dem Rock-Musical Frühlings Erwachen zu sehen. 2012 spielte sie im Rahmen der niederösterreichischen Festspiele Reichenau in einer Bühnenadaption von Tolstois Anna Karenina die Titelrolle. 2014 verkörperte sie dort in Schnitzlers Das weite Land die Genia.

### Lesungen

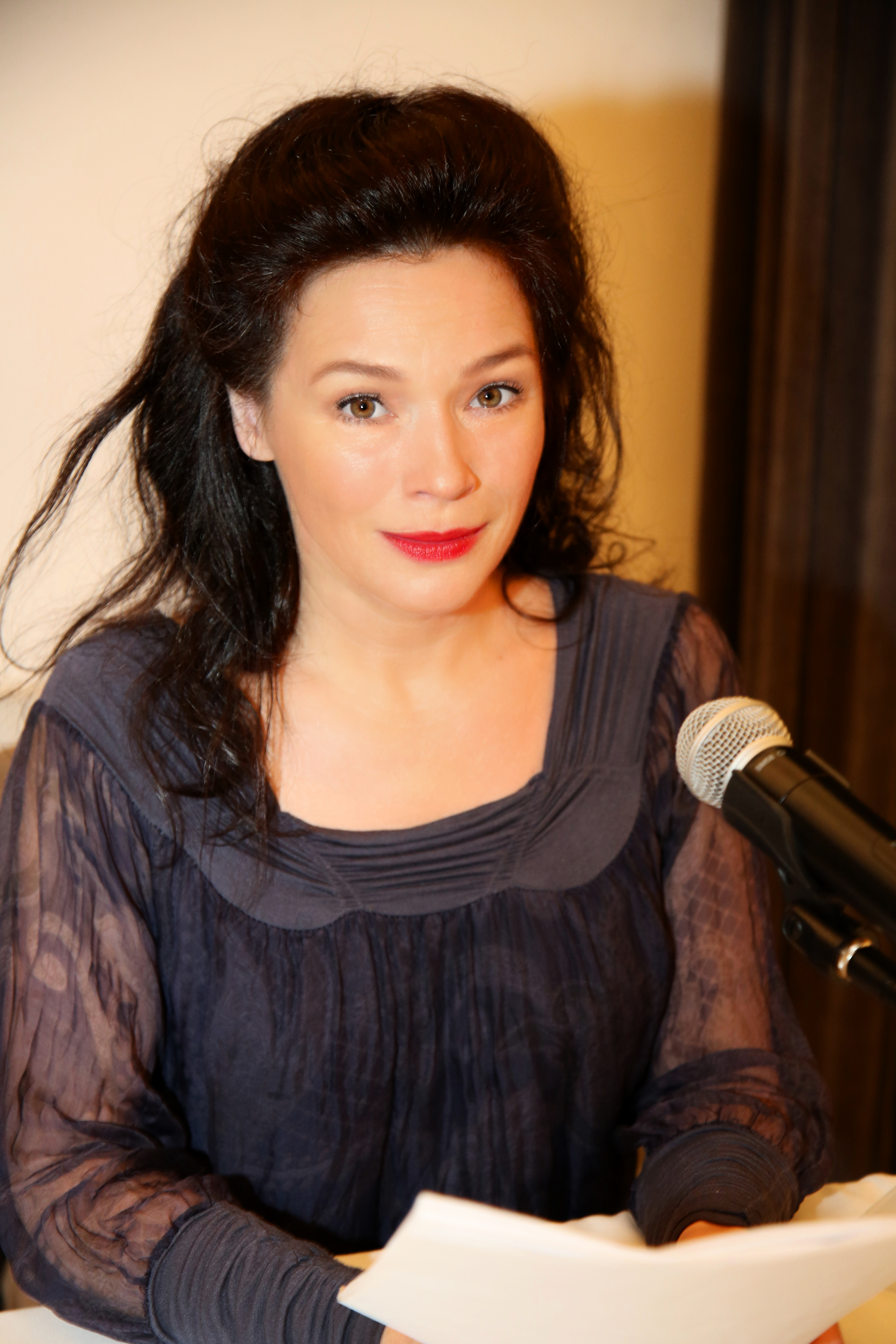
Julia Stemberger bei einer Lesung 2015

Neben ihrer Tätigkeit als Theater- und Filmschauspielerin gestaltet Stemberger seit einigen Jahren zusammen mit den Ensembles Die österreichischen Salonisten und dem Streichquartett Sonare Bühnenprogramme, in denen sie vor allem Humoristisches aus den Werken von Schriftstellern wie Alfred Polgar, Karl Kraus, Anton Kuh, Isabel Allende, Wladimir Kaminer, Umberto Eco liest.

## Filmografie

### Kino
- 1985: Herzklopfen
- 1988: Unter Freunden
- 1990: Erwin und Julia
- 1993: Swing Kids
- 1993: Madame Bäurin
- 1996: Honigmond
- 1997: Zwischen Rosen
- 1999: Geboren in Absurdistan
- 2002: Am anderen Ende der Brücke
- 2022: Schächten

### Fernsehen

#### Fernsehfilme
- 1987: Melzer und die Tiefe der Jahre
- 1989: Das Mädl aus der Vorstadt
- 1989: Eine Frau für Alfie
- 1990: Der Kaufmann von Venedig
- 1993: Die skandalösen Frauen
- 1993: Dieses naive Verlangen
- 1994: Tonino und Toinette
- 1994: Radetzkymarsch (Mehrteiler, 2 Teile)
- 1995: Am Morgen danach
- 1995: Geschäfte
- 1995: Drei Sekunden Ewigkeit
- 1995: Die Fernsehsaga – Eine steirische Fernsehgeschichte
- 1996: Der Schattenmann (Fünfteiler)
- 1997: Freier Fall
- 1997: Bernhardiner & Katz
- 1998: Der König von St. Pauli (Sechsteiler)
- 1998: Quintett komplett
- 2000: Teuflischer Engel
- 2000: Vor Sonnenuntergang
- 2000: Andreas Hofer – Die Freiheit des Adlers
- 2002: Mann, oh Mann, oh Mann!
- 2002: Mörderherz
- 2003: Eine Liebe in Afrika (Zweiteiler)
- 2003: Annas Heimkehr
- 2004: Meine schöne Tochter
- 2004: Käthchens Traum
- 2005: Hexenküsse
- 2006: Feine Dame
- 2006: Die Ohrfeige
- 2006: Die Entscheidung
- 2006: Mutig in die neuen Zeiten: Nur keine Wellen
- 2006: Unser Kindermädchen ist ein Millionär
- 2008: Mutig in die neuen Zeiten: Alles anders
- 2009: Geliebter Johann Geliebte Anna
- 2010: Schatten der Erinnerung
- 2010: Die verrückte Welt der Ute Bock
- 2010: Willkommen in Wien
- 2012: Europas letzter Sommer
- 2017: Südstadt
- 2022: Der Tod kommt nach Venedig

#### Fernsehserien und -reihen
- 1986: Tatort: Der Tod des Tänzers
- 1987: Mozart und Meisel (4 Folgen)
- 1991: Die Strauß-Dynastie (8 Folgen)
- 1993: Die Abenteuer des jungen Indiana Jones (Folge Geburtstag in St. Petersburg)
- 1993: Highlander (Folge Saving Grace)
- 1998: Der König (Folge Dr. med. Mord)
- 2004–2007: Siska (verschiedene Rollen, 4 Folgen)
- 2004: Der Alte (Folge 299 Tod im Morgengrauen)
- 2005: 11er Haus (10 Folgen)
- 2006: Tatort: Tödliches Vertrauen
- 2007: Im Tal der wilden Rosen – Triumph der Liebe
- 2007: Der Alte (Folge 319 Sein letzter Wille)
- 2008–2011: Die Stein
- 2010: Der Alte – Folge 352: Rettungslos
- 2011: Rosamunde Pilcher – Gefährliche Brandung
- 2014: Das Traumschiff: Perth
- 2014: Inspektor Jury – Der Tote im Pub
- 2016: Vorstadtweiber (8 Folgen)
- 2016–2017: Der Bozen-Krimi (4 Folgen)
  - 2015: Wer ohne Spuren geht
  - 2016: Das fünfte Gebot
- 2017: Maria Theresia (2 Folgen)
- 2019: M – Eine Stadt sucht einen Mörder (6 Folgen)
- 2021: Ein Sommer in … – Ein Sommer in Südtirol
- 2021, 2022: Sisi (mehrere Folgen)
- 2023: Schnell ermittelt (Folge Sabine Strobl)

## Auszeichnungen
- 1990: Französischer Darstellerpreis für ihre Rolle in Erwin und Julia
- 1995: Romy
- 1997: Goldener Löwe für ihre Rolle in Freier Fall